# Segunda forma normal
La segunda forma normal (2NF) es una forma normal usada en normalización de bases de datos. La 2NF fue definida originalmente por E.F. Codd en 1971. Una tabla que está en la primera forma normal (1NF) debe satisfacer criterios adicionales para calificar para la segunda forma normal. Específicamente: una tabla 1NF está en 2NF si y solo si, dada una clave primaria y cualquier atributo que no sea un constituyente de la clave primaria, el atributo no clave depende de toda la clave primaria en vez de solo de una parte de ella.
En términos levemente más formales: una tabla 1NF está en 2NF si y solo si ninguno de sus atributos no-principales son funcionalmente dependientes de una parte (subconjunto propio) de una clave candidata (Un atributo no-principal es uno que no pertenece a ninguna clave candidata).
Observa que cuando una tabla 1NF no tiene ninguna clave candidata compuesta (claves candidatas consisten en más de un atributo), la tabla está automáticamente en 2NF.

## Ejemplo
Considera una tabla describiendo las habilidades de los empleados:
| Empleado | Habilidad       | Lugar actual de trabajo |
| -------- | --------------- | ----------------------- |
| Jones    | Mecanografía    | 114 Main Street         |
| Jones    | Taquigrafía     | 114 Main Street         |
| Jones    | Tallado         | 114 Main Street         |
| Bravo    | Limpieza ligera | 73 Industrial Way       |
| Ellis    | Alquimia        | 73 Industrial Way       |
| Ellis    | Malabarismo     | 73 Industrial Way       |
| Harrison | Limpieza ligera | 73 Industrial Way       |

La única clave candidata de la tabla es {Empleado, Habilidad}.
El atributo restante, Lugar actual de trabajo, es dependiente de Empleado únicamente, que es solo parte de la clave candidata. Por lo tanto la tabla no está en 2NF. Observe la redundancia de la manera en que son representadas los Lugares actuales de trabajo: nos dicen tres veces que Jones trabaja en la 114 Main Street, y dos veces que Ellis trabaja en 73 Industrial Way. Esta redundancia hace a la tabla vulnerable a anomalías de actualización: por ejemplo, es posible actualizar el lugar del trabajo de Jones en sus registros "Mecanografía" y "Taquigrafía" y no actualizar su registro "Tallado". Los datos resultantes implicarían respuestas contradictorias a la pregunta "¿Cuál es el lugar actual de trabajo de Jones?".
Una alternativa 2NF a este diseño representaría la misma información en dos tablas:
| Empleado | Lugar actual de trabajo |
| -------- | ----------------------- |
| Jones    | 114 Main Street         |
| Bravo    | 73 Industrial Way       |
| Ellis    | 73 Industrial Way       |
| Harrison | 73 Industrial Way       |

| Empleado | Habilidad       |
| -------- | --------------- |
| Jones    | Mecanografía    |
| Jones    | Taquigrafía     |
| Jones    | Tallado         |
| Bravo    | Limpieza ligera |
| Ellis    | Alquimia        |
| Ellis    | Malabarismo     |
| Harrison | Limpieza ligera |
Las anomalías de actualización no pueden ocurrir en estas tablas, las cuales están en 2NF.
Sin embargo, no todas las tablas 2NF están libres de anomalías de actualización. Un ejemplo de una tabla 2NF que sufre de anomalías de actualización es:
| Torneo               | Año  | Ganador        | Fecha de nacimiento del ganador |
| -------------------- | ---- | -------------- | ------------------------------- |
| Des Moines Masters   | 1998 | Chip Masterson | 14 de marzo de 1977             |
| Indiana Invitational | 1998 | Al Fredrickson | 21 de julio de 1975             |
| Cleveland Open       | 1999 | Bob Albertson  | 28 de septiembre de 1968        |
| Des Moines Masters   | 1999 | Al Fredrickson | 21 de julio de 1975             |
| Indiana Invitational | 1999 | Chip Masterson | 14 de marzo de 1977             |

Aunque el Ganador y la Fecha de nacimiento del ganador están determinadas por una clave completa {Torneo, Año} y no son partes de ella, particularmente las combinaciones Ganador / Fecha de nacimiento del ganador son mostradas redundantemente en múltiples registros. Este problema es tratado por la tercera forma normal (3NF).

## 2NF y las claves candidatas
Una tabla para la cual no hay dependencias funcionales parciales en la clave primaria está típicamente, pero no siempre, en 2NF. Además de la clave principal, la tabla puede contener otras claves candidatas; es necesario establecer que ningún atributo no-principal tienen dependencias de clave parciales en cualesquiera de estas claves candidatas.
Las múltiples claves candidatas ocurren en la siguiente tabla:
| Fabricante   | Modelo      | Nombre completo del modelo | País del fabricante |
| ------------ | ----------- | -------------------------- | ------------------- |
| Forte        | X-Prime     | Forte X-Prime              | Italia              |
| Forte        | Ultraclean  | Forte Ultraclean           | Italia              |
| Dent-o-Fresh | EZBrush     | Dent-o-Fresh EZBrush       | USA                 |
| Kobayashi    | ST-60       | Kobayashi ST-60            | Japón               |
| Hoch         | Toothmaster | Hoch Toothmaster           | Alemania            |
| Hoch         | Contender   | Hoch Contender             | Alemania            |

Aun si el diseñador ha especificado la clave principal como {Nombre completo del modelo}, la tabla no está en 2NF. {Fabricante, Modelo} es también una clave candidata, y País del fabricante es dependiente de un subconjunto apropiado de ella: Fabricante.

## Lectura adicional
- Litt's Tips: Normalization
- Rules Of Data Normalization
- Date, C. J., & Lorentzos, N., & Darwen, H. (2002). Temporal Data & the Relational Model (1st ed.). Morgan Kaufmann. ISBN 1-55860-855-9.
- Date, C. J. (1999), An Introduction to Database Systems (8th ed.). Addison-Wesley Longman. ISBN 0-321-19784-4.
- Kent, W. (1983) A Simple Guide to Five Normal Forms in Relational Database Theory, Communications of the ACM, vol. 26, pp. 120-125
- Date, C.J., & Darwen, H., & Pascal, F. Database Debunkings